# Bernal de Bonaval
Bernal de Bonaval, o Bernardo de Bonaval (fl. XIII secolo), è stato un trovatore galiziano del secolo XIII, uno dei primi a utilizzare come lingua letteraria il galiziano-portoghese.
Della sua opera si conservano 19 cantigas, 10 de amor e 9 de amigo.
Si crede sia nato a Santiago di Compostela, e fu poeta aulico nelle corti dei re castigliani Ferdinando III e Alfonso X.
È considerato uno dei primi poeti dei canzonieri e un segrel relazionato con Santiago di Compostela, dato che nelle sue opere cita ripetutamente il monastero compostelano di Santo Domingo de Bonaval.
Alfonso X el Sabio rimproverava Pero da Ponte di non fare composizioni alla maniera provenzale, bensì alla maniera di Bernal de Bonaval, il che sembra indicare che componesse in uno stile pre-trobadorico autoctono, lontano dai canoni stranieri, specialmente per quel che riguarda le cosiddette cantigas de romería, con temi relazionati ai santuari.

## Opere

### Cantigas de amor
- A Bonaval quer'eu, mia senhor, ir
- A dona que eu am'e tenho por senhor (CV 660, CBN 1003)

### Cantigas de amigo
- Fremosas, a Deus grado
- Diss'a fremosa en Bonaval assí
- Se veess'o meu amigo
- Ai, fremosinha, se ben ajades